# Particulazona milnei
Particulazona milnei är en blötdjursart som beskrevs av Kaas 1993. Particulazona milnei ingår i släktet Particulazona och familjen Ischnochitonidae. Inga underarter finns listade i Catalogue of Life.